# Bjørn Floberg
Pour les articles homonymes, voir Floberg.
Bjørn Floberg, né le 12 septembre 1947 à Tønsberg (Norvège), est un acteur norvégien de cinéma, de télévision et de théâtre. Il est particulièrement connu pour jouer des figures d'autorité antipathiques, mais il a également réussi à jouer d'autres types de rôles.

## Biographie

### Théâtre
Bjørn Floberg rejoint le Det Norske Teatret (Théâtre norvégien) en 1972, apparaissant dans des pièces telles que Le Gardien, When You Comin' Back, Red Ryder?, Le Long Voyage vers la nuit (Long Day's Journey into Night) et Sainte Jeanne des Abattoirs. Les rôles particulièrement remarquables incluent Molière dans La Cabale des hypocrites (Кабала святош) de Mikhaïl Boulgakov, le rôle-titre dans Volpone et Jean dans Mademoiselle Julie d'August Strindberg. Ces dernières années, il joue divers rôles au Nationaltheatret, notamment Devlin dans Ashes to Ashes d'Harold Pinter et Professeur Kroll dans Rosmersholm. Bjørn Floberg aime particulièrement Harold Pinter. Dans une interview avec Aftenposten, il déclare « Les textes [de Pinter] sont comme du beurre dans ma bouche », et il ajoute que les pièces de Pinter se distinguent par « la désintégration des personnages ». À différentes occasions, Bjørn Floberg joue à la fois le rôle-titre et celui d'Henry Bolingbroke dans la pièce Richard II de Shakespeare.

### Début de carrière cinématographique
Bjørn Floberg fait ses débuts au cinéma en 1976, dans Oss, un film de science-fiction dépeignant la Norvège après une grave crise économique. Le film est réalisé par Laila Mikkelsen et écrit par Knut Faldbakken,. Dans les années 1970 et 1980, il est apparu dans plusieurs films norvégiens, jouant aux côtés d'acteurs tels que Sossen Krohg, Lars Andreas Larssen, Carsten Byhring, Frøydis Armand et Geir Børresen. En 1990, il joue "Le Père" dans le film norvégien Herman, lauréat d'un Amanda Award, basé sur le roman de Lars Saabye Christensen. Selon le New York Times, « En tant que parents d'Herman, Elisabeth Sand et Bjorn Floberg génèrent un mélange d'amour et d'inquiétude qui conviendrait à n'importe quel personnage du jeune âge d'Herman ». Le film est réalisé par Erik Gustavson.

### 2000-2006
Le rôle majeur suivant de Bjørn Floberg est celui du père de Dina dans le film suédo-norvégien-danois de 2002 Dina. Avec un budget de 141 millions de NOK, c'était l'une des plus grandes productions norvégiennes jamais réalisées et le film le plus cher de Scandinavie à l'époque. Le film est basé sur le roman Le Livre de Dina de Herbjørg Wassmo et met en vedette Maria Bonnevie dans le rôle de Dina et Gérard Depardieu dans le rôle du mari de Dina, Jakob. Bjørn Floberg joue un rôle clé en tant que père de Dina. L'acteur exprime d'abord des attentes élevées pour le film, mais il a fini par fonctionner très mal, étant décrit comme un « désastre économique ». La performance de Floberg reçoit des critiques majoritairement négatives. Jon Selås de Verdens Gang décrit son rôle comme « unidimensionnel », tandis que d'autres lui ont reproché de parler anglais avec un fort accent norvégien. Après Dina, Bjørn Floberg est apparu dans Kitchen Stories (Salmer fra kjøkkenet), une comédie dramatique réalisée par Bent Hamer, avec Joachim Calmeyer dans le rôle du vieux célibataire grincheux Isak. Bjørn Floberg joue Grant, le voisin d'Isak. Il devient de plus en plus jaloux à mesure qu'Isak trouve un nouvel ami en la personne de Folke, un observateur du "Swedish Home Research Institute". Le film marche bien, recevant un prix Amanda du meilleur film. C'est également en 2003 que la Norvège est candidate à l'Oscar du meilleur film en langue étrangère. Bjørn Floberg reçoit des avis généralement positifs pour sa performance dans un rôle atypique.
Le film d'horreur norvégien Villmark (en) de 2003 est le film suivant de Bjørn Floberg. Il y incarne Gunnar, le dirigeant abrasif et condescendant d'une petite société de production. Pour préparer sa jeune équipe à leur prochaine production, une série de téléréalité, il les emmène tous passer le week-end dans une cabane isolée en forêt sans nourriture ni téléphone portable. Bientôt, des choses mystérieuses commencent à se produire, alors que l'équipe découvre un campement abandonné, et finalement le corps d'une femme, au bord d'un lac voisin. Malgré cela, Gunnar reste catégorique sur le fait que l’équipe devrait rester tout le week-end. Avec un budget de seulement 8 millions de NOK, le film est considéré comme un énorme succès. Il est vu par près de 150 000 personnes dans les salles. Les critiques sont généralement positives concernant la performance de Bjørn Floberg. Le critique Birger Vestmo de NRK félicite Bjørn Floberg pour son imprévisibilité effrayante, tandis que le critique de Twitch, Collin Armstrong, note que : « Floberg en particulier a vraiment impressionné, activant et désactivant facilement la nature passive-agressive de Gunnar ».
Bjørn Floberg est revenu sur grand écran dans Uno (2004), un drame se déroulant dans un gymnase ombragé d'Oslo. Floberg joue un rôle de marque en tant que Jarle, petit propriétaire de salle de sport criminel et autoritaire. Le film est réalisé par Aksel Hennie qui joue également le rôle principal. Le film est un succès critique. Verdens Gang et Dagbladet l'ont tous deux noté 5 sur 6,, tandis que Birger Vestmo de NRK lui a donné 6/6. Bjørn Floberg a reçu des acquiescements positifs de la plupart des critiques, sa performance étant décrite comme « très adepte » et « effroyablement glaciale ». Per Haddal d'Aftenposten a qualifié cela de sa meilleure performance depuis sa percée dans Telegrafisten.

### 2006-présent
En 2006, Bjørn Floberg a joué le rôle du méchant principal dans le thriller policier Uro, réalisé par Stefan Faldbakken. Le film mettait en vedette Nicolai Cleve Broch et Ane Dahl Torp, tous deux nommés respectivement pour les Amanda Awards du meilleur acteur et de la meilleure actrice. L'accueil critique a été globalement bon. Le critique chevronné Pål Bang-Hansen, qui a vu le film au Festival de Cannes, s'est exclamé avec enthousiasme : « Bjørn Floberg est le principal méchant du cinéma norvégien. Dans ce film, il est plus un connard que jamais ». Inger Bentzrud de Dagbladet a félicité les acteurs, mais a noté que Cleve Broch, Bjørn Floberg et Ahmed Zeyan ont tous joué des rôles similaires dans Uno. Une critique particulièrement négative est venue de Bergens Tidende, qui a attribué au film une note de 2/6, soulignant la performance de Bjørn Floberg comme l'un des rares points positifs.
Après Uro, Bjørn Floberg joue aux côtés de Trond Espen Seim dans Bitre Blomster (2007). C'était le premier d'une série de films basés sur les romans policiers de Gunnar Staalesen. En tant qu'inspecteur en chef Jakob Hamre, il sert de repoussoir au détective privé minable Varg Veum (Seim). Le film a reçu des critiques mitigées, même si la plupart des critiques sont convenus que les deux protagonistes, en particulier Seim, ont livré de bonnes performances,,. Initialement, six films au total ont été produits, dont quatre destinés à une diffusion directe en vidéo. Le deuxième film sorti en salles de la série est Falne Engler (2008), réalisé par Morten Tyldum, avec Floberg et Seim reprenant leurs rôles de Veum et Hamre. Le film a été très bien accueilli et peu de temps après la première, les producteurs ont annoncé que six films supplémentaires basés sur le personnage de Varg Veum de Staalesen seraient réalisés. Bjørn Floberg a exprimé sa satisfaction à l'égard des films : « [Les producteurs et réalisateurs] ont établi une nouvelle norme pour ce genre, et j'aimerais participer au développement continu de l'univers de Varg Veum, aux côtés des scénaristes et notamment Trond Espen, avec qui j'ai eu une très bonne coopération ». La production des nouveaux films devait commencer en août 2009. En 2010, il a joué aux côtés de son rival de longue date et ennemi personnel Stellan Skarsgård dans la comédie noire norvégienne Un chic type.
En 2011, Bjørn Floberg reçoit le prix d'honneur Amanda du Comité lors de la cérémonie annuelle du Festival international du film norvégien à Haugesund.

## Filmographie partielle
| Année | Titre                                                  | Rôle                     |
| ----- | ------------------------------------------------------ | ------------------------ |
| 1976  | Oss                                                    | Fenrik                   |
| 1977  | Kosmetikkrevolusjonen                                  | An editor                |
| 1985  | Øye for Øye                                            | Oscar                    |
| 1990  | Herman                                                 | Herman's father          |
| 1993  | Telegrafisten                                          | Ove Rolandsen            |
| 1994  | L'Été des secrets (Ti kniver i hjertet)                | Wiik                     |
| 1995  | Hører du ikke hva jeg sier                             | Stig                     |
| 1997  | Insomnia                                               | Jon Holt                 |
| 1998  | Sista kontraktet                                       | Tom Nielsen (the hitman) |
| 1999  | Sofies verden                                          | Major Albert Knag        |
| 1999  | Misery Harbour                                         | Johan Hoeg               |
| 2000  | Dykaren (The Diver)                                    | Claes                    |
| 2002  | Dina                                                   | Edvard (Dina's father)   |
| 2002  | Musikk for bryllup og begravelser                      | Peter                    |
| 2003  | Kitchen Stories (Salmer fra kjøkkenet)                 | Grant                    |
| 2003  | Villmark (en)                                          | Gunnar                   |
| 2004  | Uno                                                    | Jarle                    |
| 2006  | Uro                                                    | Frank                    |
| 2007  | Varg Veum - Bitre Blomster                             | Hamre                    |
| 2008  | Pause déjeuner (Lønsj)                                 | Kildahl                  |
| 2008  | Varg Veum – Falne Engler                               | Hamre                    |
| 2010  | Un chic type                                           | Rune Jensen              |
| 2012  | 90 Minutes (jeu vidéo)                                 | Jacob Hamre              |
| 2012  | Varg Veum - De døde har det godt d'Erik Richter Strand | Johan                    |
| 2014  | The Hunt for Berlusconi                                | Malte                    |
| 2014  | Kingsman: The Secret Service                           | Swedish Prime Minister   |
| 2019  | L'Été où mon père disparut                             | Lars                     |
| 2021  | The North Sea                                          | William Lie              |
| 2022  | Plus que jamais                                        | Mister                   |